# Quyết chiến thực thần
Quyết chiến thực thần (tiếng Trung: 决战食神, tiếng Anh: Cook up a Storm) là một bộ phim điện ảnh thuộc thể loại hài – chính kịch về đề tài ẩm thực ra mắt vào năm 2017 do Hồng Kông – Trung Quốc hợp tác sản xuất. Do Diệp Vỹ Dân làm đạo diễn, tác phẩm có sự tham gia diễn xuất của các diễn viên chính gồm Tạ Đình Phong, Jung Yong-hwa, Đường Yên, Bạch Băng, Cát Ưu và Huỳnh Thu Sinh. 
Quyết chiến thực thần có buổi công chiếu tại Hồng Kông vào ngày 28 tháng 1 năm 2017, và tại Trung Quốc vào ngày 10 tháng 2 năm 2017, tức mùng 1 Tết Nguyên đán.

## Nội dung
Cao Thiên Tứ là một đầu bếp có tiếng tại Xuân Phong Lý – khu ẩm thực có lịch sử lâu đời hơn 30 năm. Anh có kỹ năng dùng dao xuất sắc, tài nghệ nấu nướng tuyệt đỉnh, thực khách trong ngoài vùng nghe danh tên anh mà đến tới nhà hàng Thất Ký. Mỗi ngày, nhà hàng tiếp đón rất nhiều khách nên rất nhiều người phải xếp hàng dài để được vào quán. Trong nhà hàng ấy, Thiên Tứ còn có hai người trợ lý nổi bật là hai người bạn thân Phấn Đoàn và Hải Đảm. Cách đó không xa, tập đoàn Lợi Thị đã mở một nhà hàng có tên là Stellar. Đầu bếp tại nhà hàng ấy là Paul Ahn – một đầu bếp ba sao Michelin người gốc Hàn được đào tạo tại Pháp, với cách nấu ăn của anh rất công phu, có sự nghiên cứu kỹ lưỡng. Trong một buổi phỏng vấn trong một chương trình, Paul cho rằng ẩm thực Trung Quốc quá mức bảo thủ cho đến tận bây giờ không hiểu việc phải theo kịp thời đại.  
Trước đó, có một cuộc cãi vã xảy ra giữa quán Thất Ký và nhà hàng Stellar đến nỗi hai đại diện buộc phải mời Thiên Tứ và Paul so tài với nhau để xem ai hơn ai. Lần này hai người so tài bằng dao. Paul dùng dao cắt cá hồi làm đôi, hạ dao vừa nhanh, chuẩn mà còn chính xác. Sau đó anh dùng tay sờ dọc thân cá, rồi nhanh nhẹn dùng nhíp gắp chuẩn xác từng cái xương cá ra. Đến lượt Thiên Tứ, anh nhanh chóng cắt khúc cá thành miếng, sau đó trượt lưỡi dao từ đầu đến đuôi cá, gọn gàng sạch sẽ. Cuối cùng anh hất nhẹ thớ cá, thịt và da đều tách rời tuyệt đẹp. Nhận ra rằng bản thân mình đã quá thành kiến với ẩm thực Trung Quốc nên vào tối hôm đó, vì muốn bày tỏ sự hối lỗi, anh nhờ Mayo – trợ lý và cũng là người yêu của mình – đưa thiệp mời cho những người trong nhà hàng Thất Ký sang dùng bữa tại nhà hàng Stellar. 
Đúng như lời hẹn, tối hôm đó Thiên Tứ và Hải Đảm đều vào trong nhà hàng với vẻ mặt thích thú, bởi họ muốn biết các món Tây sẽ được công phu hóa như thế nào. Món đầu tiên là trứng, thực chất là sự kết hợp giữa xoài, chanh dây, rượu Pháp và nước dừa đông lạnh. Món thứ hai là salad sinh trưởng, khi tưới nước vào thì salad sẽ trồi lên, điều đó có nghĩa là tất cả các thứ bên trong đều có thể ăn được. Không thể chấp nhận với cách đãi khách như thế này, Thiên Tứ nhanh chóng bê món salad lên để dạy Paul rằng nấu ăn không phải là ảo thuật. Vậy nên cả hai lại chiến nhau một lần nữa, lần này cả hai đều làm món thịt bò. Do cả hai món đều thơm ngon, trình độ ngang nhau, thế là Thiên Tứ giao kèo với Paul hẹn nhau thi đấu tại cuộc thi đầu bếp để phân hạng cao thấp.
Trong cuộc thi đầu bếp, Paul làm món gan ngỗng xốt caramel, còn Thiên Tứ làm món vịt Càn Khôn. Cả hai món ăn này đều vừa miệng ban giám khảo, nhưng sau khi phân tích tổng hợp, giám khảo cho rằng Thiên Tứ bày đồ ăn không đẹp mắt nên người chiến thắng thuộc về Paul Ahn. Kết quả này khiến Thiên Tứ thất vọng và lặng lẽ rời đi. Nhưng chỉ vài giờ sau khi trở lại nhà hàng, Paul mới biết được rằng tất cả chỉ là một cú lừa. Bởi lẽ, tập đoàn thực chất đã ngầm mua chuộc ban giám khảo với mục đích là để chiến thắng cuộc thi nấu ăn quốc tế, nhưng họ không muốn anh tham gia mà muốn để Mayo tham gia thay anh. Trớ trêu thay, theo lời kể của Mayo, cô và cả tập đoàn đã sớm biết được Paul đã mất đi vị giác, nhưng chính cuốn sách nấu ăn vạn năng đã giúp anh che được khuyết điểm này. Còn về Mayo, thay vì chọn tình yêu và ở bên cạnh Paul, thì việc trở thành một đầu bếp mới là mơ ước lớn nhất trong cuộc đời cô, và vì thế cô đã không ngần ngại phản bội anh để phải lòng chủ đầu tư. Sau khi nghe xong, Paul tức tối quyết không thể dâng cơ hội này cho người khác, thế là anh buồn rầu đi tìm gặp Thiên Tứ và cùng nhau tâm sự những chuyện buồn trong quá khứ. Sau một hồi tâm sự, cả hai quyết định cùng nhau tham gia cuộc thi nấu ăn quốc tế, ngoài ra Paul cũng tuyên bố không làm việc với tập đoàn Lợi Thị nữa để anh có thể tự do nấu nướng. Từ đó, trước ngày thi đấu, Paul và Thiên Tứ cùng nhau chia sẻ các bí kíp nấu ăn cho nhau.
Ngày thi đấu đã đến, các đầu bếp quốc tế tham gia tranh tài với nhau, trong đó có Mayo dưới sự hậu thuẫn từ tập đoàn Lợi Thị. Trong 1 tiếng 40 phút, các đầu bếp đến từ nhiều nơi trên thế giới tự do phát huy, sáng tạo ra các món ăn đặc sắc đến từ các văn hóa khác nhau, bao gồm: đại diện Pháp làm món thịt bồ câu, đại diện Ấn Độ làm món cà ri ngũ vị, đại diện Nhật Bản làm sushi cá koi, Mayo làm món hàu đông lạnh phân vị, còn Thiên Tứ và Paul sử dụng cối xay đậu để làm món đậu hũ Tứ Xuyên. Bằng sự kết hợp đầy sáng tạo, Thiên Tứ và Paul đều giành chiến thắng đúng với thực lực, còn Mayo do đã thua cuộc nên cô đỏ mặt không dám nhìn mặt Paul. Sau đó Paul và Thiên Tứ phải thách đấu với thực thần Cao Phong – đương kim cuộc thi nấu ăn quốc tế hai năm liên tiếp, nhưng chiếu theo quy định, chỉ có một người được tham gia ở trận đấu cuối cùng, và thế là Paul nhường lại cơ hội cho Thiên Tứ. 
Trong đêm quyết chiến, mỗi người chỉ có một tiếng đồng hồ để thực hiện sản phẩm của mình. Trong lúc thực thần đã nhanh chóng thực hiện thử thách, thì Thiên Tứ vẫn cứ đứng im không nhúc nhích, đến khi thực thần đã hất văng chén nước vào mặt anh thì anh mới tỉnh lại và bắt tay vào việc. Bên phía thực thần, ông đã thể hiện đẳng cấp của mình khi đã tạo ra món kẹo đường vô cùng xuất sắc cả về hình thức lẫn hương vị, đến nỗi ban giám khảo đều hết lời khen ngợi. Còn về Thiên Tứ, anh thực hiện món mì Tứ Xuyên, song anh không mang sản phẩm lên cho ban giám khảo, mà anh nâng hai tay mang cho thực thần. Hóa ra, thực thần Cao Phong ấy chính là cha của Thiên Tứ – người đã từng xem thường năng lực của anh từ khi còn nhỏ và đã bỏ đi hơn nhiều năm. Thiên Tứ tham gia cuộc thi này là để muốn chứng minh cho ông thấy mình cũng muốn trở thành đầu bếp giỏi nhất, và tô mì mà anh đưa cho ông chính là tô mì mà ngày xưa ông nấu cho anh ăn lúc nhỏ. Thực thần nếm thử một miếng, cuối cùng ông mới tỉnh ngộ rằng chính ông đang mải mê đuổi theo danh vọng mà quên đi tình yêu thương dành cho con trai của mình. Hai cha con cuối cùng cũng đã hòa giải những khúc mắc từ lâu, và rồi Thiên Tứ rời khỏi sàn đấu với vẻ mặt đầy hạnh phúc. Nhiều ngày sau, quán Thất Ký làm việc sôi nổi trở lại trong những ngày Tết Nguyên đán, sau đó Thiên Tứ cùng các nhân viên và người dân gửi lời chúc một ngày Tết an khang, thịnh vượng cho tất cả mọi người.

## Diễn viên
- Tạ Đình Phong trong vai Cao Thiên Tứ, đầu bếp có tiếng làm việc tại nhà hàng Thất Ký.
- Jung Yong-hwa trong vai Paul Ahn, đầu bếp người gốc Hàn với ba sao Michelin, làm việc tại nhà hàng Stellar.
- Đường Yên trong vai Hải Đảm, trưởng nhân viên của nhà hàng Thất Ký và là bạn của Thiên Tứ.
- Bạch Băng trong vai Mayo, người yêu và là trợ lý thân cận của Paul Ahn.
- Cát Ưu trong vai Hồng Thất, người thầy dạy nấu ăn của Thiên Tứ.
- Huỳnh Thu Sinh trong vai Cao Phong, chuyên gia thực thần từng là đương kim cuộc thi nấu ăn quốc tế hai năm liên tiếp. Ông cũng là cha của Thiên Tứ.
- Đỗ Hải Đào trong vai Phấn Đoàn, nhân viên phục vụ và là bạn của Thiên Tứ.
- Vương Thái Lợi trong vai Lợi Gia Thông, nhà đầu tư của tập đoàn Lợi Thị.

## Doanh thu
Bộ phim thu về 121,9 triệu RMB từ kinh phí sản xuất lên đến 250 triệu RMB, và thu về 18,1 triệu USD sau buổi công chiếu tại rạp trên toàn cầu.